# Braslav
Braslav je bio posljednji poznati knez Panonske Hrvatske, a vladao je iz Siska krajem 9. stoljeća.

## Životopis
Vladao je u Panonskoj Hrvatskoj od 880. godine. U izvorima se Braslavova zemlja naziva „regnum inter Dravum et Savum flumine” (područje između rijeka Drave i Save).
Nakon što je car Karlo III. Debeli uspio privremeno ujediniti franačku državu, Braslav ga posjećuje 884. u Tullnu na Dunavu. Tako je priznao franačko vrhovništvo. Godine 892. Braslav se sastaje s Karlovim nasljednikom Arnulfom u Hengistburgu na Muri u Štajerskoj kako bi sudjelovali u borbi protiv moravskog kneza Svatopluka.
Granice Braslavove države prostirale su se do Odre i Kupe. Arnulf mu 896. predaje prekodravsku Panoniju s Blatnim Gradom, no Braslav je ne uspijeva obraniti od Mađara. Kasnije se više ne spominje u izvorima.
Njegovo ime, kao i ime njegove žene Ventenscele i tri članova njihove pratnje, upisano je u Čedadski evanđelistar.